# 순환 좌표
해밀턴 역학에서 순환 좌표(循環座標, 영어: cyclic coordinates)는 해밀토니안에 직접적으로 등장하지 않는 일반화 좌표다. 어떤 좌표가 순환 좌표이면, 해밀턴 방정식에 따라 이에 대응하는 일반화 운동량은 운동 상수이다.

## 정의
일반화 좌표 {\displaystyle (q_{1},\;\cdots q_{n},p_{1},\;\cdots p_{n})}로 구성된 역학계가 해밀토니안 {\displaystyle H(q_{1},\;\cdots q_{n},p_{1},\;\cdots p_{n})}으로 나타내어진다고 하자. 만약 일반화 좌표 {\displaystyle q_{i}}가 순환 좌표이면, 해밀토니안 {\displaystyle H}는 다음과 같이 표현된다.
{\displaystyle H=H(q_{1},\;\cdots q_{i-1},\;q_{i+1},\;\cdots q_{n},p_{1},\;\cdots p_{n})}

## 순환좌표의 특성
위의 정의에 의하면,
{\displaystyle {\partial H \over \partial q_{i}}=0}
이다. 이를 해밀턴 방정식에 대입하면
{\displaystyle {\dot {p}}_{i}=0}
를 얻는다. 즉, 일반화 좌표 {\displaystyle q_{i}}가 순환 좌표라면, {\displaystyle p_{i}}는 운동 상수가 된다.

## 참고 문헌
- 문희태(2006), 『개정판 고전역학』, 서울 : 서울대학교출판부